# Bernhard Karlgren

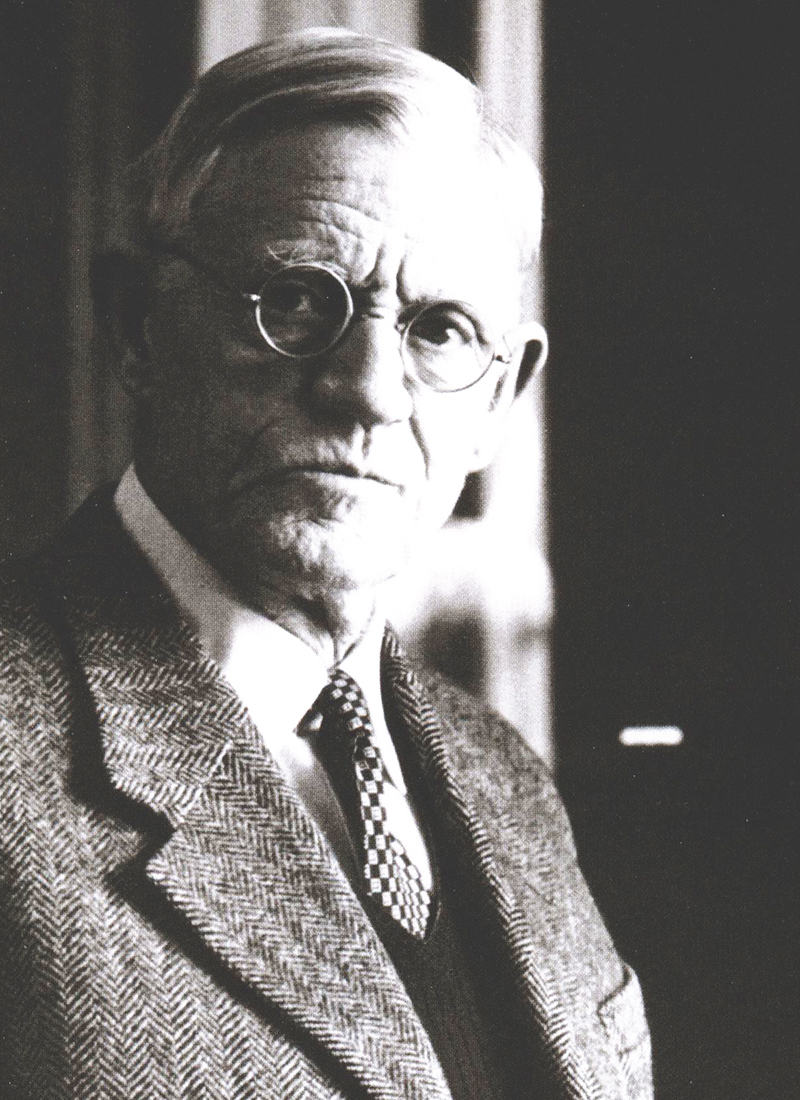
Bernhard Karlgren som äldre.

Klas Bernhard Johannes Karlgren (taget kinesiskt namn 高本漢 Gāo Běnhàn), född 15 oktober 1889 i Jönköping, död 20 oktober 1978 i Bromma, var en svensk sinolog och lingvist. Han var den förste som på ett systematiskt sätt kartlade kinesiska dialekter för att med moderna vetenskapliga metoder rekonstruera medeltidskinesiskt uttal.

## Utbildning

### Läroverket
Karlgren fick sin första utbildning vid Jönköpings högre allmänna läroverk, där han gick latinlinjen. Detta program med sju klasser motsvarande både grund- och gymnasieskola i dåtidens utbildningssystem.  Med sin bror Anton som läromästare gjorde Bernhard Karlgren sina första vetenskapliga uppteckningar av en dialekt i Småland ännu inte 15 år gammal.
Ämnen som studerades i läroverket omfattade kristendom, svenska, latin, grekiska, tyska, engelska, franska, historia, geografi, matematik, biologi och kemi samt fysik. Redan vid sin studentexamen 1907 hade Karlgren alltså varit i kontakt med fem främmande språk, även om tonvikten i programmet låg på latin och grekiska och de moderna språken betraktades som tillval med färre studietimmar.

### Uppsala
År 1907 skrevs han in vid Uppsala universitet, där han tillhörde Smålands nation. I Uppsala läste han nordiska språk, ryska och grekiska, och avlade sin kandidatexamen år 1909.

### Ryssland och Kina
Karlgrens lärare i ryska, Johan August Lundell, hade ett starkt intresse för jämförande fonologi. Under påverkan från Lundell beslutade Karlgren att han ville tillämpa den jämförande historiska fonologins metoder på kinesiska, vilket dittills inte studerats på detta sätt. Eftersom det inte fanns någon undervisning i kinesiska i Sverige, begav sig Karlgren till Sankt Petersburg där han studerade språket under A. I. Ivanov.
Åren 1910–1912 bodde Karlgren i Kina, där han studerade kinesiska och utarbetade beskrivningar av 24 olika kinesiska dialekter. Större delen av sin vistelse tillbringade Karlgren i Taiyuan, där han bevittnade Xinhairevolutionen i slutet av 1911. Oroligheterna i Kina tvingade honom att återvända till Europa.

### Paris
Omedelbart efter hemkomsten från Kina hamnade Karlgren vid King's College i London, men stannade bara en termin. Inför höstterminen 1912 fortsatte han istället till Paris, som kom att bli hans nya akademiska hem för två år framöver. Där studerade han under de kända sinologerna Édouard Chavannes och Paul Pelliot.
Karlgren hade från början tänkt lägga fram sin doktorsavhandling vid Sorbonne i Frankrike, men övertalades om att det ur karriärsynpunkt vore bättre att istället avsluta arbetet hemma i Sverige. Den 21 maj 1915 disputerade han därför vid Uppsala universitet, på avhandlingen Études sur la phonologie chinoise ("Studier i kinesisk fonologi").

## Karriär
Omedelbart efter disputationen blev Karlgren docent i sinologi vid Uppsala universitet 1915.
Han utnämndes till förste innehavare av professuren i östasiatisk språkvetenskap och kultur vid Göteborgs högskola 1918. Vid denna skola tjänstgjorde han även som rektor 1931 till 1936.
Han blev senare professor i östasiatisk arkeologi vid Stockholms högskola (föregångare till Stockholms universitet) och chef för Östasiatiska samlingarna (idag Östasiatiska museet) i Stockholm 1939, där han efterträdde museets grundare och förste chef, Johan Gunnar Andersson ("Kina-Gunnar").
Karlgren valdes 1947 till förste ordförande i Svenska Arkeologiska samfundet.

## Böcker av Bernhard Karlgren
- Études sur la phonologie chinoise, 1915-1926
- Ordet och pennan i Mittens rike, 1918, engelsk översättning 1923
- Analytic Dictionary of Chinese and Sino-Japanese, 1923
- Maktkampen i Fjärran Östren, 1939, KF:s bokförlag
- Från Kinas språkvärld, föreläsningar vid Göteborgs högskola, Albert Bonniers förlag, 1946
- Grammata Serica Recensa, 1957

Under 1940-talet skrev Karlgren tre romaner under pseudonymen Clas Gullman.

## Utmärkelser
- Riddare av Nordstjärneorden, 1927[7]
- Kommendör av andra klassen av Nordstjärneorden, 6 juni 1935[8]
- Kommendör av första klassen av Nordstjärneorden, 15 november 1949[9]
- Kommendör med stora korset av Nordstjärneorden, 23 november 1961.[10]
- Ledamot nummer 854 av Kungliga Vetenskapsakademien, invald 1934

## Familj
Karlgren var son till Johannes Karlgren, adjunkt i latin, grekiska och svenska vid Jönköpings högre allmänna läroverk och hans hustru Gabriella "Ella" Hasselberg Jakobsdotter. Han var bror till slavisten professor Anton Karlgren och justitierådet Hjalmar Karlgren. Han gifte sig den 4 juni 1916 med Elin Signe Maria "Inna" Karlgren (1893–1986).